# 7 Sins
7 Sins — відеогра в жанрі симулятор життя, розроблена студією Monte Cristo і видана компанією Digital Jesters для персональних комп'ютерів під управлінням Windows і ігрової консолі PlayStation 2 в 2005 році.

## Ігровий процес
Гравець повинен дістатися до вершини соціальної драбини і приймати рішення, пов'язані з сімома смертними гріхами. Дія гри відбувається у вигаданому місті Apple City. В процесі гравець приймає рішення, пов'язані з гординею, гнівом, жадібністю, заздрістю, хіттю, лінню і обжерливістю. Нові місії стануть доступні після побудови відносин на поточному рівні. Всього в грі сім частин і сотня неігрових персонажів, з якими доведеться взаємодіяти гравцеві.

## Сюжет
Головний герой гри Люк (справжнє ім'я Джей Сокіл), бажаючи домогтися популярності в престижному і розкішному місті Еппл-Сіті, змушений підкорити всі східні і південні закутки міста. Глава починається в магазині одягу, де працює Люк. Поступово гравець буде переходити в такі місця, як Клуб «Едем», розкішний ресторан Ескораго, садомазохістський клуб, бійцівський клуб та ін., з часом набуваючи популярність, завдяки своїй чарівності і кмітливості. В кінці головного героя чекає велике випробування зі своїми гріхами під час сну.

## Оцінки й думки
Британський журнал PC Zone оцінив гру на 6 з 10 балів.
Представник журналу «Ігроманія» Олексій Чеберда оцінив 7 Sins в 7,5 балів з 10 можливих і дійшов висновку: «7 Sins рятує тільки одне — ця гра дає нам рідкісну можливість побувати в шкурі розпусника і лиходія. Так що якщо хочете побешкетувати — ласкаво просимо!»